# Drăgănești (Prahova)
Pour les articles homonymes, voir Drăgănești.
Drăgănești est une commune roumaine du județ de Prahova, dans la région historique de Valachie et dans la région de développement du Sud.

## Géographie
La commune de Drăgănești est située dans le sud-est du județ, à la limite avec le județ de Ialomița, sur la rive gauche de la Prahova et sur les rives de la rivière Cricovul Sărat, dans la plaine valaque, à 30 km au sud-est de Ploiești, le chef-lieu du județ.
La municipalité est composée des sept villages suivants (population en 1992) :
- Bărăitaru (925) ;
- Belciug (727) ;
- Cornu de Jos (783)
- Drăgănești (1 210), siège de la municipalité ;
- Hăteărău (510) ;
- Meri (1 043) ;
- Tufani (97).

## Histoire
Drăgănești a été pendant l'Entre-deux-guerres chef-lieu d'arrondissement (plașa) du județ de Prahova.

## Politique
| Identité                | Période      | Période      | Durée           |
| Identité                | Début        | Fin          | Durée           |
| ----------------------- | ------------ | ------------ | --------------- |
| Ion Dumitrache (d),     | 2008         | octobre 2020 | 12 ans          |
| Ionuț Georgian Toma (d) | octobre 2020 | En cours     | 4 ans et 5 mois |

## Démographie
Lors du recensement de 2011, 93,21 % de la population se déclarent roumains et 3,92 % comme roms (2,79 % ne déclarent pas d'appartenance ethnique et 0,06 % déclarent appartenir à une autre ethnie).
De plus, 96,29 % déclarent être Chrétiens orthodoxes (2,95 % ne déclarent pas d'appartenance religieuse et 0,74 % déclarent appartenir à une autre ethnie).

## Économie
L'économie de la commune repose sur l'agriculture (céréales, plantes industrielles, fourrages). des entreprises de constructionsmétalliques sont implantées dans la commune.

## Communications

### Routes
La route régionale DJ100B permet de rejoindre la nationale DN1D et Urziceni vers l'est, la régionale DJ101F rejoint la route nationale DN1B et Ploiești au nord-ouest.

### Voies ferrées
Drăgănești est située sur la ligne de chemin de fer Ploiești-Urziceni et possède trois haltes dans les villages de Cornu de Jos, Drăgănești et Hăteărău.

## Lieux et monuments
- Manoir Serban Cantacuzino du XVIIe siècle.